# Гришина, Елена Дмитриевна
Еле́на Дми́триевна Гри́шина (Щи́брикова; р. 20 октября 1960 в Челябинске) — советская и российская исполнительница авторской песни, вокальный педагог. Лауреат Ильменского (1978—1981) и Грушинского (1979, 1986) фестивалей авторской песни.

## Биография
Окончила Челябинский государственный педагогический институт. Стала открытием и лауреатом Ильменского фестиваля в 1979 году; в этом же году стала лауреатом самого престижного в СССР Грушинского фестиваля авторской песни.
Художественный руководитель Ильменского фестиваля (с 1999 года). Председатель правления Благотворительного фонда культурных инициатив Олега Митяева. Создательница и владелица бард-кафе «Светлое прошлое» (Челябинск), инициатор учреждения Народной премии «Светлое прошлое», поддерживаемой правительством Челябинской области
В числе достижений Гришиной как педагога — успех школьного ансамбля «Альянс» на международном песенном конкурсе в Ла-Рошели. Гришина готовила музыкальные номера местных КВНовских команд (в том числе «Земляков» — предшественников команды «Уездный город»), побеждавших с ними на престижных фестивалях.

## Исполнительская манера
Журнал «Челябинск» пишет: 
Тысячи слушателей замирали, покоренные этим удивительным, свободным, казалось, все умеющим выразить голосом, — была ли то печальная история феи Уист-Уи или памфлет на смерть Иоанна Грозного... Песня в исполнении Щибриковой всегда больше чем песня: она подразумевает сопереживание, искренний отклик слушателя, то есть становится неким драматическим действом.

## Дискография
- 2006 — До Нового года.
- 2006 — Митяевские песни, часть 2[7].